# Amphinemura varshava
Amphinemura varshava är en bäcksländeart som först beskrevs av William Edwin Ricker 1952.  Amphinemura varshava ingår i släktet Amphinemura och familjen kryssbäcksländor. Inga underarter finns listade i Catalogue of Life.